# Atanu Das
Atanu Das (5 april 1992) is een Indiase boogschutter.

## Carrière
Das nam in 2016 deel aan de Olympische Spelen en versloeg Jitbahadur Muktan en Adrián Puentes maar werd in de derde ronde verslagen door de Zuid-Koreaan Lee Seung-yun.
Das nam ook deel aan de wereldkampioenschappen in 2017 en 2019 en wist verschillende podia te halen in World Cup wedstrijden. Op het WK 2019 wist hij in de teamcompetitie zilver te halen met India.

## Erelijst

### Wereldkampioenschap
- 2019:  's-Hertogenbosch (team)

### Aziatisch kampioenschap
- 2017:  Dhaka (team)
- 2019:  Bangkok (individueel)
- 2019:  Bangkok (gemengd)
- 2019:  Bangkok (team)

### World Cup
- 2013:  Medellín (gemengd)
- 2014:  Medellín (gemengd)
- 2014:  Medellín (team)
- 2014:  Wrocław (team)
- 2016:  Shanghai (team)
- 2016:  Shanghai (gemengd)
- 2016:  Antalya (gemengd)
- 2017:  Las Vegas (indoor, individueel)
- 2021:  Guatemala (individueel)
- 2021:  Guatemala (gemengd)

- Virtual International Authority File: 305700002